# Asis Patera
L'Asis Patera è una struttura geologica della superficie di Io.